# Janov (ort i Tjeckien, Pardubice)
Janov är en ort i Tjeckien.   Den ligger i regionen Pardubice, i den östra delen av landet, 140 km öster om huvudstaden Prag. Janov ligger 460 meter över havet och antalet invånare är 781.
Terrängen runt Janov är platt åt sydväst, men åt nordost är den kuperad. Runt Janov är det ganska tätbefolkat, med 108 invånare per kvadratkilometer. Närmaste större samhälle är Litomyšl, 6,0 km nordväst om Janov. I omgivningarna runt Janov växer i huvudsak blandskog.